# John Landen

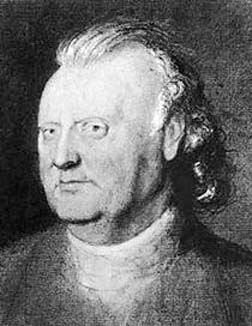

John Landen (* 23. Januar 1719 in Peakirk bei Peterborough / früher in Northamptonshire; † 15. Januar 1790 in Milton bei Peterborough) war ein zurückgezogen lebender Mathematiker.
Im Jahre 1762 wurde er von dem Earl Fitzwilliam als Landverwalter angestellt, wo er bis zu dessen Tode blieb. Mathematik trieb er als Zeitvertreib, zunächst mit Beiträgen zu den Ladies Diaries. 1766 wurde er Mitglied der Royal Society. Insbesondere untersuchte er Differentialrechnung auf algebraische Weise. 1775 schrieb er seine Memoiren.

## Schriften

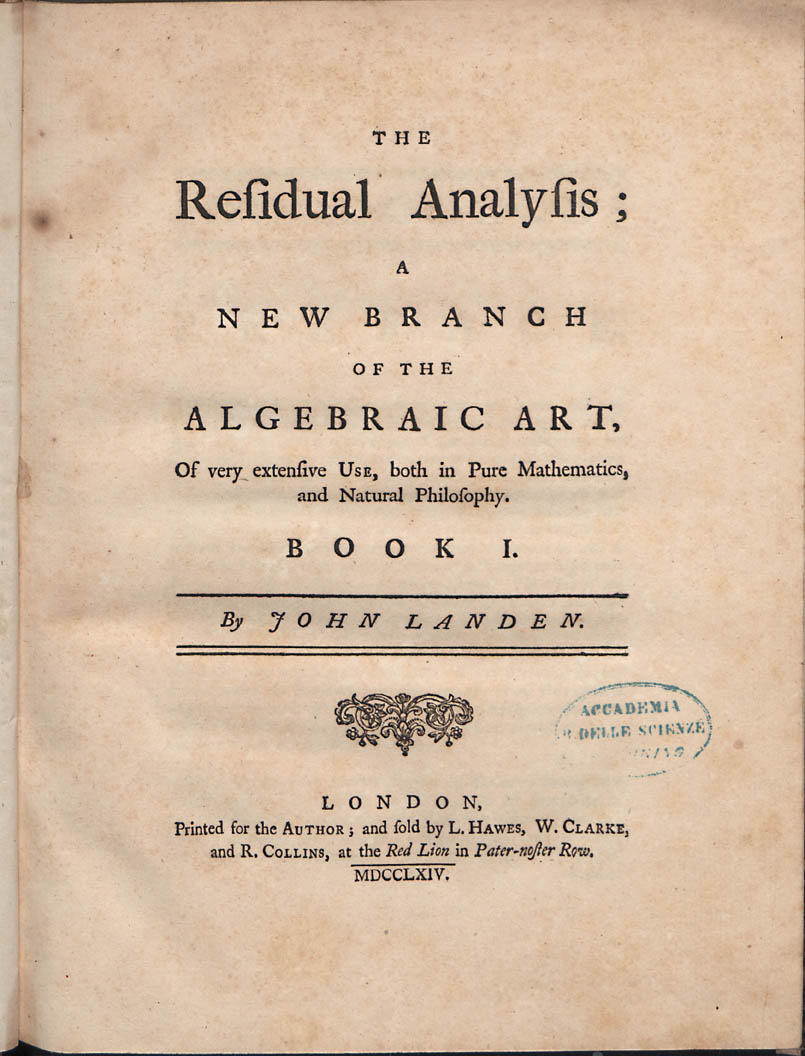
The residual analysis, 1764

- Artikel in The Ladies’ Diary (1744–1760)
- Artikel in The Philosophical Transactions of the Royal Society of London (1754, 1760, 1768, 1771, 1775, 1777, 1785)
- Mathematical Lucubrations: Containing New Improvements In various Branches of the Mathematics. London 1755.
- A Discourse Concerning the Residual Analysis: A New Branch of the Algebraic Art, of very extensive Use, both in Pure Mathematics and Natural Philosophy. London 1758.
- The Residual Analysis, book i. (1764)
- Animadversions on Dr. Stewarts Computation of the Sun’s Distance from the Earth. (1771)
- Mathematical Memoirs Respecting A Variety Of Subjects; With An Appendix Containing Tables Of Theorems For The Calculation Of Fluents. Band 1 (London 1780), Band 2 (1789).